# Doru Nicolae
Doru Nicolae (n. 22 martie 1952, București, România) este un fost fotbalist român care a jucat pe postul de atacant. A fost printre primii fotbaliști români transferați în străinătate.

## Titluri
FC Argeș Pitești
- Divizia A: 1978-79

Panathinaikos
- Cupa Greciei: 1981-82